# Quincy (Wisconsin, Adams megye, város)
Quincy város az USA Wisconsin államában, Adams megyében. Lakosainak száma 1159 fő (2020. április 1.).

## Népesség
A település népességének változása:

| 2010 | 1 163 |
| 2020 | 1 159 |